# Bahnbetriebswerk Buchloe
Das Bahnbetriebswerk Buchloe (abgekürzt: Bw Buchloe) ist ein ehemaliges Bahnbetriebswerk in der bayerischen Stadt Buchloe. Es befand sich neben dem Kreuzungsbahnhof Buchloe und bestand als eigenständige Dienststelle in der Eisenbahndirektion Augsburg von 1928 bis 1972. Bis 1928 sowie zwischen 1972 und 2004 war es eine Außenstelle des Bahnbetriebswerks Kempten.

## Geschichte
1847 eröffneten die Königlich Bayerischen Staatseisenbahnen die Wasser- und Eilgutcursstation Buchloe an der Ludwig-Süd-Nord-Bahn. Für kleine Reparaturen, Wartungs- und Ausbesserungsarbeiten entstand in Buchloe eine 35 Meter lange Wagenremise, in der zehn Wagen abgestellt werden konnten.
Mit dem Ausbau des Bahnhofs Buchloe zum Kreuzungsbahnhof von 1872 bis 1874 reichte die Kapazität der bisherigen Anlagen nicht mehr aus. 1872 brachen die Bayerischen Staatsbahnen die Wagenremise ab und errichteten an ihrer Stelle bis 1874 einen zweiständigen Lokschuppen, an den sich ein Übernachtungsgebäude für das Lokpersonal und ein Wasserhaus anschlossen. Der mit Untersuchungsgruben ausgestattete Lokschuppen war für bis zu sechs Lokomotiven vorgesehen. Des Weiteren erhielt das Werk eine 12 Meter lange Drehscheibe, Wasserkräne und Kohlenlagerplätze. 1879 wurde ein weiterer dreiständiger Lokschuppen errichtet, der als Haus 2 bezeichnet wurde. Der bisherige zweiständige Lokschuppen erhielt die Bezeichnung Haus 1. Außerdem wurde in Buchloe eine Lokwerkstätte eingerichtet. 1902 wurde die im Norden des Werks befindliche 12 Meter lange Drehscheibe durch eine 18 Meter lange Drehscheibe im südlichen Teil ersetzt.
Zum 1. Juni 1928 stufte die Deutsche Reichsbahn die bisherige Außenstelle des Werks Kempten zum eigenständigen Bahnbetriebswerk auf. Die Drehscheibe wurde von 18 auf 23 Meter verlängert. Das Betriebswerk gewann an Bedeutung und die Lokbahnhöfe in Markt Wald und Kirchheim (Schwab) wurden als Außenstellen an Buchloe angegliedert. Bis 1945 stieg die Belegschaft auf über 200 Personen an.
Durch den zunehmenden Einsatz von dieselbetriebenen Fahrzeugen und Akkumulatortriebwagen ging die Bedeutung des Betriebswerks Buchloe ab den 1960er Jahren immer weiter zurück. 1965 wurde die Lokwerkstatt geschlossen und 1966 die Lokomotivbeheimatung aufgegeben. 1969 wurde das dreiständige Haus 2 abgebrochen. 1972 löste die Deutsche Bundesbahn das Betriebswerk als eigenständige Dienststelle auf und unterstellte es als Außenstelle dem Bw Kempten. In den 1970er Jahren wurden die nicht mehr benötigten Anlagen für Dampflokomotiven wie die Drehscheibe, die Wasserkräne und die Bekohlungsanlage abgebaut. Ab 1995 standen alle Gebäude des Werks leer, der verbliebene Lokschuppen wurde weiterhin zur Abstellung von Lokomotiven und Triebwagen genutzt.
Im Dezember 2004 wurden die noch vorhandenen Gebäude des Betriebswerks, das zweiständige Haus 1 mit Wasserhaus und Übernachtungsgebäude sowie ein hölzerner einständiger Kleinlokschuppen abgebrochen. Die Gleisanlagen des Werks sind größtenteils weiterhin vorhanden und werden noch zur Abstellung, Reinigung und Betankung von Diesellokomotiven und Dieseltriebwagen genutzt. Dafür sind die Gleise mit einer Dieseltankstelle, einer Wasserfüllanlage und einer Entsorgungsanlage für die Zugtoiletten ausgestattet.

## Fahrzeuge
Nach der Aufstufung zum eigenständigen Betriebswerk waren 1935 sieben Dampflokomotiven in Buchloe stationiert, die den Baureihen 17.4–5, 54.15 und 89.7–8 angehörten. Während des Zweiten Weltkriegs stieg die Anzahl der beheimateten Baureihen an. 1945 waren elf Lokomotiven im Bw Buchloe beheimatet, zu den weiterhin vorhandenen Baureihen 17.4–5 und 54.15 kamen Preußische P8 der Baureihe 38.10–40, Bayerische Pt 2/3 der Baureihe 70.0 sowie Einheitsdampflokomotiven der Baureihe 50 hinzu.
Bis 1950 stieg der Bestand des Bw Buchloe auf seinen Höchststand von 40 Maschinen an. Neben den bisher stationierten Lokomotiven waren nun die Baureihen 55.16–18, 57.10–35, 86, 91.3–18 und 98.4–5 in Buchloe beheimatet. Die Bayerischen S 3/5 der Baureihe 17.4–5 wurden abgegeben und durch Bayerische S 3/6 der Baureihe 18.4–5 ersetzt. Neben den Dampflokomotiven waren ab 1950 Akkumulatortriebwagen der Baureihe ETA 180 im Buchloer Werk stationiert.
In den 1950er Jahren ging der Buchloer Bestand wieder deutlich zurück. 1955 waren noch 23 Fahrzeuge stationiert, dabei handelte es sich um die Baureihen 50, 70.0, 86, 98.4–5 und ETA 180. Bis 1958 wurden die letzten Lokomotiven der Baureihe 70.0 abgegeben, anstelle der ETA 180 beheimatete die DB nun Akkumulatortriebwagen der Baureihen ETA 150 und ETA 178 in Buchloe. Insgesamt waren 1958 wieder 27 Fahrzeuge in Buchloe stationiert. Mit der zunehmenden Verdrängung der Dampflokomotiven von den Strecken rund um Buchloe ging der Bestand des Werks in den 1960er Jahren kontinuierlich zurück. 1966 wurden die letzten in Buchloe beheimateten Fahrzeuge abgegeben.
Bis zur Auflösung der Bw-Außenstelle 2004 wurden in Buchloe noch Diesellokomotiven der Baureihen 212, 218 und 294 sowie Dieseltriebwagen der Baureihen 612, 627, 628 und 642 gewartet.